# 松本智也
松本 智也（まつもと ともや、1975年3月2日- ）は日本のミュージシャン、パーカッショニスト。音楽家。兵庫県明石市出身。AB型。

## 人物・来歴
5歳よりエレクトーンを始める。
兵庫県立明石北高等学校、京都府立大学 農学部林学科、京都府立大学大学院 生物生産環境学を卒業。学生時代よりドラム、パーカッションを始め、関西でライブ活動を開始。
2002年に上京後、三沢またろうのアシスタントとして師事。
独立後、各アーティストのレコーディングやライブサポートを始める。
2010年、LAGRANGIAN POINTツアーよりスキマスイッチのライブのサポートを務める。
2020年4月、田中充(tp)、石成正人(G)からなる3人組ユニット「スキマのスキマ」を結成。現在も活動中。
2023年9月、宮崎隆睦(sax) 、外園一馬(G)とT-Skitchを結成。不定期でライブを開催、活動中。 
2024年4月、2020年4月より活動してきたユニット「スキマのスキマ」を「trioNé」と改名。

## レコーディング/ライブサポート

### レコーディング
- 絢香

- いきものがかり

- URURU

- 河口恭吾

- 霧矢大夢

- ゴスペラーズ

- 小林香織

- しおり

- スキマスイッチ

- SOFFet

- 玉城千春(kiroro)

- ナオト・インティライミ

- HIMEKA

- 松本素生(GOING UNDER GROUND)

- 峰香代子

- YUKKIY

- RYTHEM

- 和田アキ子

### ライブサポート
- 蒼井翔太
- 川畑要

- 菊池常利

- 杏子

- Kengo

- さかいゆう

- 坂本真綾

- 三叉路

- 三代目J Soul Brothers

- 樹海

- スキマスイッチ

- 鈴木茂

- タイナカ彩智

- 中島愛

- 長澤知之

- 元ちとせ

- 秦基博

- ももいろクローバーZ

- Life₋Likeアツシ

## 出演
- しおこうじ玉井詩織×坂崎幸之助のお台場フォーク村NEXT(CS放送 フジテレビNEXT 音楽番組)

- 題名のない音楽会(テレビ朝日系 音楽番組）[2]
- 2025年1月、trioNéメンバーとして、TBSラジオ「CITY CHILL CLUB」のミュージックセレクターを担当[3](1/2、9、16日)。